# Mystacella adjuncta
Mystacella adjuncta là một loài ruồi trong họ Tachinidae.